# Питсборо (Северна Каролина)
Питсборо (енгл. Pittsboro) град је у америчкој савезној држави Северна Каролина.

## Демографија
По попису из 2010. године број становника је 3.743, што је 1.517 (68,1%) становника више него 2000. године.
| Група             | 2000.         | 2010.         |
| Белци             | 1.362 (61,2%) | 2.541 (67,9%) |
| Афроамериканци    | 613 (27,5%)   | 731 (19,5%)   |
| Азијати           | 15 (0,7%)     | 68 (1,8%)     |
| Хиспаноамериканци | 196 (8,8%)    | 332 (8,9%)    |
| Укупно            | 2.226         | 3.743         |